# Petriv, Tlumaci
Petriv (în ucraineană Петрів) este localitatea de reședință a comunei Petriv din raionul Tlumaci, regiunea Ivano-Frankivsk, Ucraina.

## Demografie
Componența lingvistică a localității Petriv
     Ucraineană (99,23%)
     Alte limbi (0,77%)
Conform recensământului din 2001, majoritatea populației localității Petriv era vorbitoare de ucraineană (99,23%), existând în minoritate și vorbitori de alte limbi.